# Leistungsabzeichen der GST

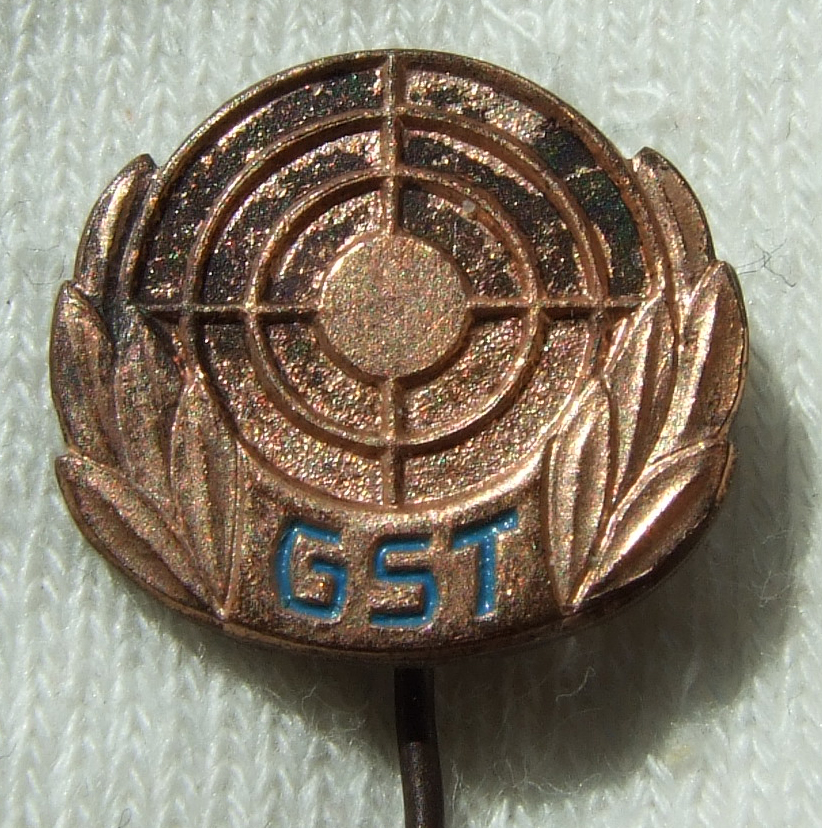
Leistungsabzeichen für Sportschießen in Bronze

Der Begriff Leistungsabzeichen der GST ist ein Sammelbegriff für sämtliche Leistungsabzeichen der Gesellschaft für Sport und Technik der Deutschen Demokratischen Republik (DDR), die von 1952 bis 1990 von dieser Massenorganisation ausgegeben und als nichtstaatliche Auszeichnungen  verliehen worden sind. Die dabei integrierte Abteilung Wehrsport umfasste folgende Gebiete, auf denen ebenfalls Auszeichnungen verliehen wurden:
- Militärischer Mehrkampf
- Sportschießen
- Motor- und Nachrichtensport
- Flugsport
- Seesport
- Tauchsport
- Modellbau
- Pferdesport

Zu der bereits bekannten Ernst-Schneller-Medaille sowie des Ernst-Schneller-Preises der GST gab es im Laufe ihrer 38-jährigen Geschichte über 200 Einzelauszeichnungen, deren vollständige Erfassung nahezu unmöglich ist.

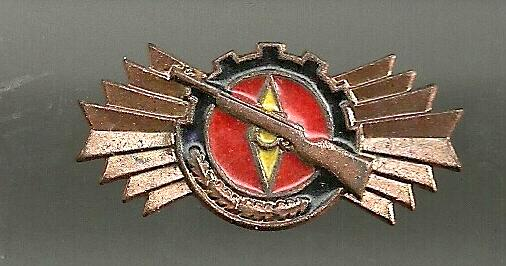
Nadel Touristischer Mehrkampf der GST
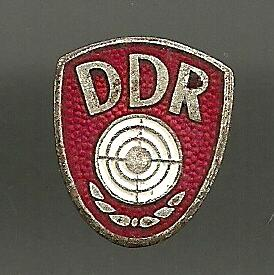
Schießabzeichen der GST der DDR
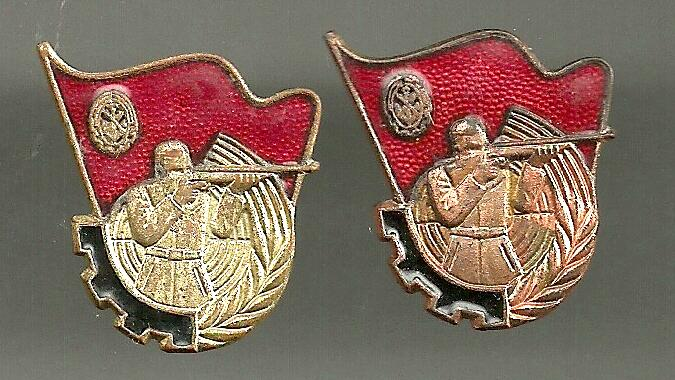
Schießabzeichen der GST der DDR Gold und Bronze
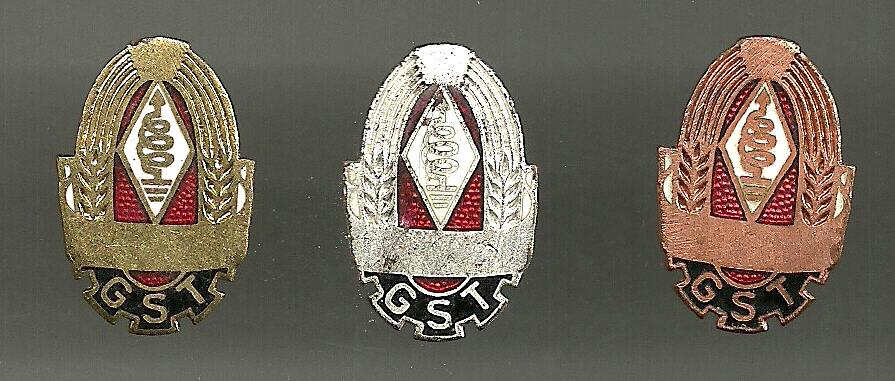
Qualifizierungsspangen der Funker der GST – Gold, Silber u. Bronze

## Auswahl der Leistungsabzeichen
- GST Leistungsabzeichen des Motorsports (Bronze, Silber und Gold)
- GST Leistungsabzeichen für vormilitärische und technische Kenntnisse, Stufe I (Spange) und Stufe II (Anhänger mit Laufbahnsymbol) (1971 bis 1983)
- GST Qualifizierungsabzeichen für die vormilitärische Laufbahnausbildung mot. Schütze, Fernmelde-Spezialist, Taucher und Fallschirmjäger (1984)
- GST Qualifizierungsabzeichen für die vormilitärische Laufbahnausbildung Militärflieger (1984)